# Marie Forså
Marie Forså, nascida Inga Marie Forså (Farsta, Estocolmo, 13 de fevereiro de 1956) é uma ex-atriz e modelo erótica sueca de filmes pornográficos ativa durante a década de 1970.

## Biografia
Marie Forså desempenhou seus papéis mais importantes em filmes pornográficos filmados entre 1973 e 1977. Ela atuou três vezes para Joseph W. Sarno, que lhe deu seu primeiro papel importante em Der Fluch der schwarzen Schwestern e depois a dirigiu no filme lésbico Vild på sex. Em Contes immoraux de Walerian Borowczyk, ela é uma das vítimas da Condessa Báthory. Foi principalmente o sueco Mac Ahlberg que a tornou a estrela principal de quatro de seus filmes (ao lado de Anne Bie Warburg em particular). Ela é creditada como Marie Lynn ou Maria Lynn. Alguns desses filmes apresentam cenas hardcore. Embora Marie Forså seja dublada em closes adicionais, é evidente que a atriz tem relações sexuais reais em algumas cenas, principalmente em Butterflies, sua terceira e última colaboração com Sarno. Um de seus últimos papéis no cinema foi em 1979 no filme sueco de Lasse Hallström, Jag är med barn. Ela não aparece em um filme desde 1980.
Ela posou para várias revistas de glamour e às vezes também apareceu em cenas hardcore.
Reconhecida tanto na Europa quanto nos Estados Unidos, ela fez algumas pequenas aparições em filmes mais clássicos antes de deixar os sets de filmagem em 1979.
Em meados da década de 1970, Forså era tão popular que foi mencionada na Playboy e apareceu em capas de revistas. Mesmo 20 anos após o auge de sua carreira, um artigo foi dedicado a ela na revista de cinema sueca Magasin defekt. Em seus filmes, ela às vezes era chamada de Maria Lynn e Marie Lynn.

## Filmografia
- 1972 – 47:an Löken blåser på[12]
- 1973 – Den pornografiska jungfrun
- 1974 – Vild på sex
- 1974 – Flossie
- 1974 – Butterflies
- 1975 – Justine och Juliette
- 1976 – Bel Ami
- 1976 – Den k... släkten (voz da narração)
- 1977 – Molly - familjeflickan
- 1978 – Chez Nous
- 1979 – Jag är med barn

## Fotografia
- Knave (Reino Unido) Março de 1975
- Deutsches King (Alemanha) 1974, edição. 11, p.24-29, Maj Britt por TW Fenjous
- Continental Film Review (Estados Unidos), Março de 1975 (capa)
- Continental Film Review (Reino Unido), Julho de 1975 (capa)
- Cinema X (Reino Unido) 1975, nº 7 (capa)
- Continental Film Review (Estados Unidos), Setembro de 1975 (capa)
- Playboy (Estados Unidos) Novembro de 1975, p.152 de Arthur Knight Sex in Cinema - 1975
- Playboy (Estados Unidos) Dezembro de 1975, p.186 por Arthur Knight Sex Stars of 1975
- Playboy (Estados Unidos) Novembro de 1976, p.136 de Arthur Knight Sex in Cinema - 1976
- Defekt Store (Suécia) 1996, n°2 p.40-41, Lilla söta Marie de Stefan Nylen
- B Cult (Itália) Fevereiro de 2007, p.3-39, Scandinavian Velvet de Antonio La Torre e Vanni Maresco (capa)